# Norská akademie věd a literatury

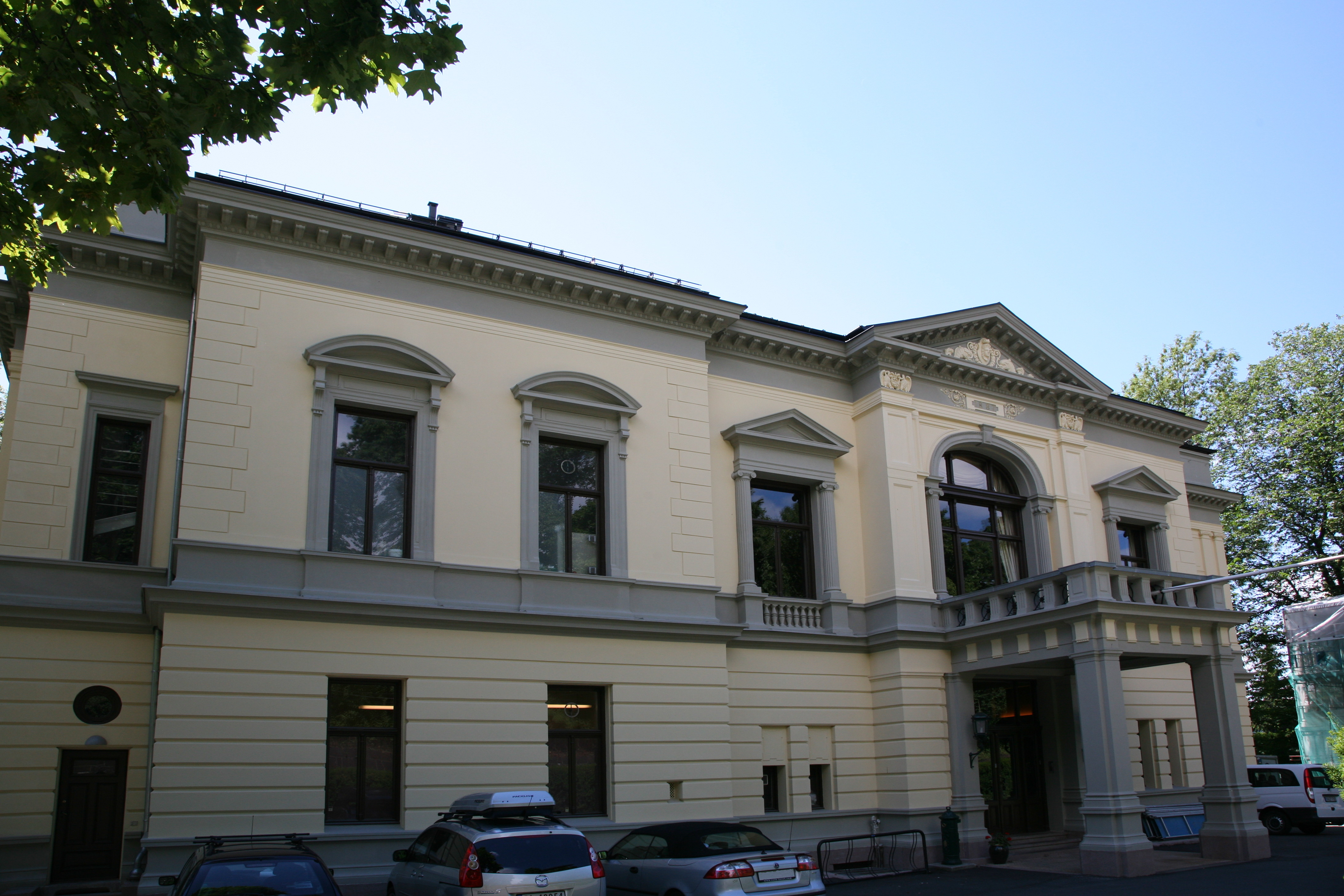
Budova akademie

Norská akademie věd a literatury (norsky: Det Norske Videnskaps-Akademi) je norská učená společnost se sídlem v Oslu. Akademie byla založena a slavnostně otevřena 3. května 1857 pod názvem Videnskabsselskabet i Christiania. Ekonomická podpora ze strany státu byla během prvních padesáti let minimální, akademie byla přimknuta k Univerzitě v Oslu a závislá na ní. Na počátku 20. století navrhl Waldemar Christofer Brøgger (později rektor univerzity v Oslu) plán na posílení akademie. Založil Nadaci Nansen, aby posílil její financování. Přesto se mu plnou nezávislost na univerzitě vybojovat nepodařilo. Nicméně Nansenova nadace pomohla při zakládání dalších orgánů, jako byl Ústav pro srovnávací výzkum lidské kultury. Po druhé světové válce byl nalezen zcela nový zdroj financování, když Otto Lous Mohr navrhl použít přebytek ze státní loterie. Akademie si přála spravovat tento příjem prostřednictvím své vlastní rady, ale norská vláda odmítla a vytvořila vládní výzkumnou radu (Norges allmennvitenskapelige forskningsråd, Norská rada pro všeobecný výzkum). Akademie mohla pouze navrhovat zástupce do této rady. Tím vláda získala nad akademií značnou kontrolu. V roce 1993 se rada transformavala ve Výzkumnou radu Norska. Norský král Harald V. je čestným prezidentem. K 1. dubnu 2021 měla Akademie 946 členů, z toho 535 norských a 411 zahraničních. Členové jsou rozděleni do třídy matematiky a přírodních věd a třídy humanitních a společenských věd. Akademie je zodpovědná za udělování matematické Abelovy ceny a Kavliho ceny zaměřené na astrofyziku, nanovědu a neurovědu.